# 班納赫

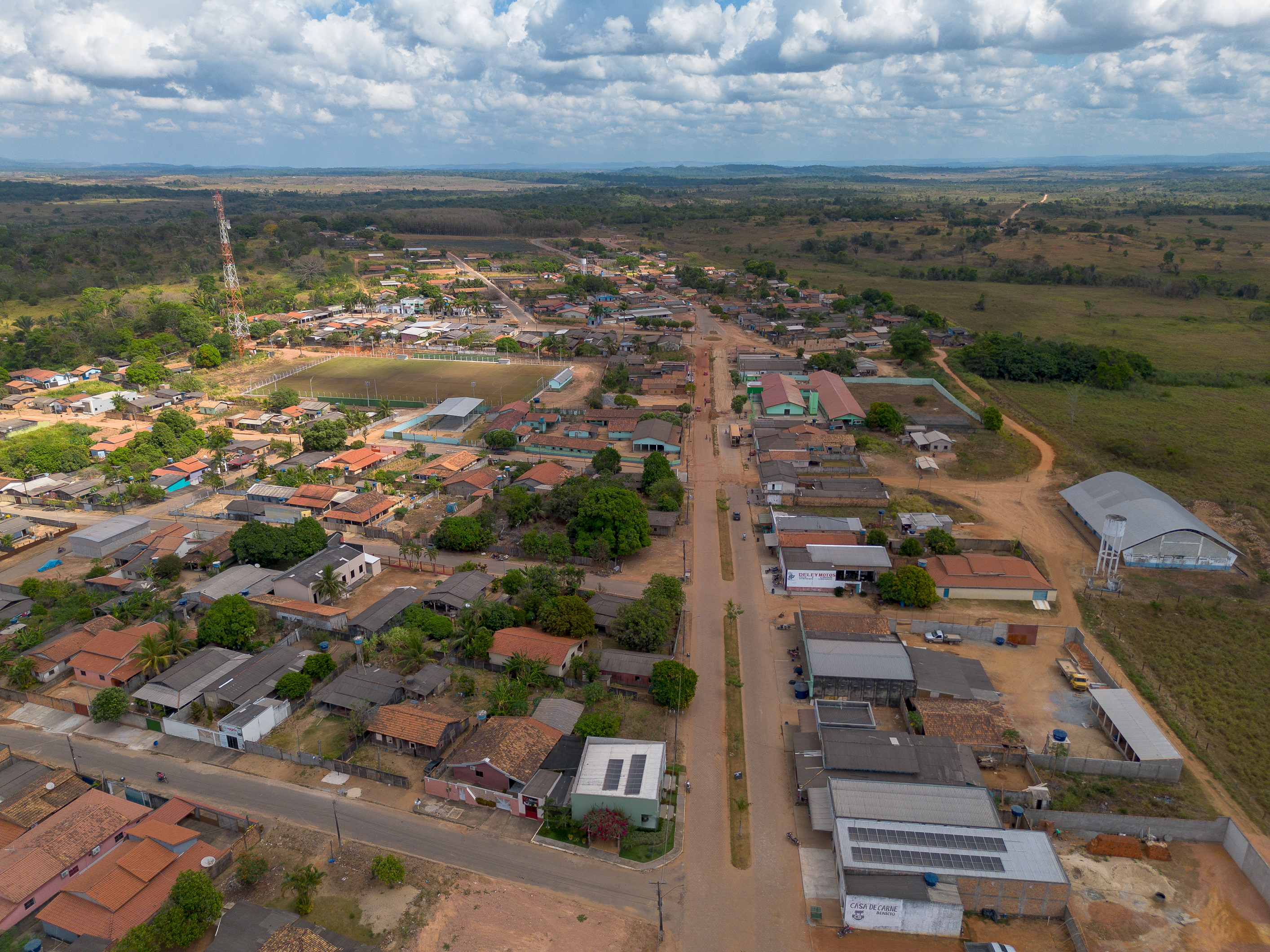
班納赫

班納赫（葡萄牙語：Bannach），是巴西的城鎮，位於該國北部，由帕拉州負責管轄，始建於1997年2月10日，面積2,957平方公里，2014年人口3,303，該城鎮人口密度每平方公里1.12人。